# Emmanuel Nassar

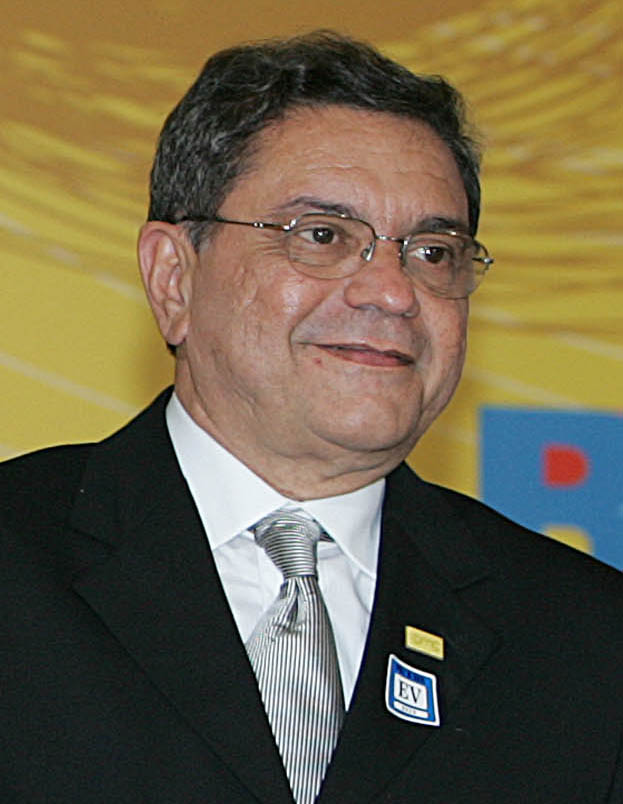
Emmanuel Nassar recebendo a Ordem do Mérito Cultural em 2006

Emmanuel Nassar (Capanema, 1949) é um artista plástico brasileiro.
Estudou Arquitetura na Universidade Federal do Pará. Durante a década de 1980 e 1990 foi professor da Faculdade de Artes Visuais da Universidade Federal do Pará.
Participou de importantes exposições como a XX Bienal de São Paulo em 1989, XXIV Bienal de São Paulo em 1998, e Bienal de Veneza de 1993.